# Nickerson (Nebraska)
Nickerson – wieś w Stanach Zjednoczonych, w stanie Nebraska, w hrabstwie Dodge.